# Ásotthalom
Ásotthalom je obec na jihu Maďarska, administrativně součást okresu Mórahalom v župě Csongrád-Csanád. Nachází se při jižní hranici se Srbskem, v blízkosti města Subotica a přírodního parku Subotička peščara. V roce 2017 zde žilo 3 856 obyvatel.
Obec se nachází jižně od silničního tahu Segedín-Baja a neprocházejí přes ní žádné hlavní dopravní tahy. Poprvé je připomínána k roku 1778. Administrativně se stala samostatnou jednotkou od roku 1950, kdy byla oddělena od nedalekého Segedína.
V letech 2014 a 2015 se stal Ásotthalom hlavním místem, kudy do Maďarska ze Srbska proudily tzv. Balkánskou cestou tisíce uprchlíků a migrantů. Maďarská vláda proto začala jižně u státní hranice v červenci 2015 s výstavbou pohraničního plotu.